# Лаократія
Лаократія (грец. λαοκρατία, народовладдя, народоправ'я) — термін яким переважно визначають тип правління, для якого характерним є залучення до влади всіх без винятку членів суспільства, не залежно від соціального становища, раси, статі тощо.

## Походження терміна
Термін «лаократія» утвоений поєднанням грецьких слів «λαος» («лаос») — народ та «κράτος» («кратос») — влада, правління.
Ключове поняття «лаосу» може бути перекладено як громада, згромадження, група воїнів, люди об'єднанні договором, нація. Поняття «кратія» означає силу, міцність, жорсткість, потугу, панування. В широкому сенсі під цим словом розуміється влада, в тому числі політична.
У зв'язку із цим термін лаократія відкритий до різних інтерпретацій передовсім через різне трактування поняття «лаосу», яке може мати релігійну, політичну, соціальну та інші конотації.

## Тлумачення

### Теологічне
Поняття лаосу широко використовується у християнській літературі на позначення членів церкви перших століть, як унікальної спільноти рівних людей, що подолали розділення через соціальних статус, стать чи національність котрі розрізняли їх у житті у світі поза межами спільноти. В такому сенсі лаократична спільнота є вираженням Божого Царства, знаком його приходу та перемоги над світом спотвореним гріхом. Так зокрема, теолог Пітер Лейтарт пише: «Коли раби стають єпископами, коли жінки отримують Духа, коли ганебні частини соціального тіла отримують більшу честь тоді щось драматичне і нове входить до людської історії. …Ці ресурси тепер звільнені Духом, стали доступні у церкві. Для певності скажемо, що церква є анти-полісом як щодо Афін так і щодо Єрусалиму, але у той самий час вона завершує обидва. Що не змогла зробити афінська демократія, те зробив Бог у лаократії церкви. Що ні закон ні демократія не могли досягнути, було сповнене Духом у Місті Божому. Мрії демосу сповнились у лаосі». Таким чином «Царство Боже» представлене духом лаократії протиставляється духу імперії. Однак таке розуміння лаократії можливе лише стосовно раннього християнства, оскільки згодом термін «лаос», або «лаїки» стали називати лише мирян. Теологічне переосмислення влади всього народу, можна зустріти у богословських рефлексіях на тему українського Євромайдану 2013—2014 років. Зокрема архимандрит Кирил Говорун у статті «Богослов'я Майдану» говорить про солідарне та альтруїстичне об'єднання народу заради досягнення політичних цілей як християнський феномен, що за своїм змістом перевершив духовний рівень наявних на той момент традиційних релігійних структур.

### Політичне
У політологічній думці, лаократія інколи виступає, або як досконала форма, або як альтернатива демократії. Переважно підкреслюється той факт що демократія, як в період свого народження у древніх Афінах або під час створення політичної системи Сполучених Штатів передбачала владу лише привілейованої категорії вільних громадян чоловічої статі певного походження (корінні афіняни, або білі переселенці із Європи), із системи здійснення влади виключались наприклад раби, або жінки. Відтак лаократія є більш досконалою формою народовладдя, що дає можливість залучати до управління весь суспільний потенціал, а не її частину, хоч і значну. У зв'язку із своїм непевним позиціонуванням відносно демократії, лаократія може, інколи, ставати об'єктом суперечливих політичних інтерпретацій, наприклад як означення крайніх лівих рухів або тоталітарних ідеологій, які оперують поняттями «людської маси» і «народу» як спекулятивними категоріями, що виправдовують авторитарне лідерство як виразника «волі» мас чи народу. В такому контексті термін лаократія вживається також у фашистській публіцистиці ХХІ століття, наприклад у творах Олександра Дугіна. Грецький історик та геополітик Дімітріс Кіцікіс вважав політичну систему Візантійської імперії близькою до лаократичної.